# Prototalayot
Prototalayots sind Vorläufer der Talayots, die während des Talayotikums la (ab 1300 v. Chr.) auf Menorca mit einer unregelmäßigen Struktur errichtet wurden. Das Talayotikum ist eine bronzezeitliche Kulturphase auf den Balearen, in der Talayots, also massive Steinhügel mit eingebauten Kammern errichtet wurden. Diese Abfolge hat Parallelen mit der Entwicklung auf Sardinien, wo den Nuraghen eine Protonuraghenphase vorgeschaltet war. Prototalayots finden sich u. a. in:
- Biniatzent,
- Cornia Nou, östlicher Talayot
- Rafal Roig,

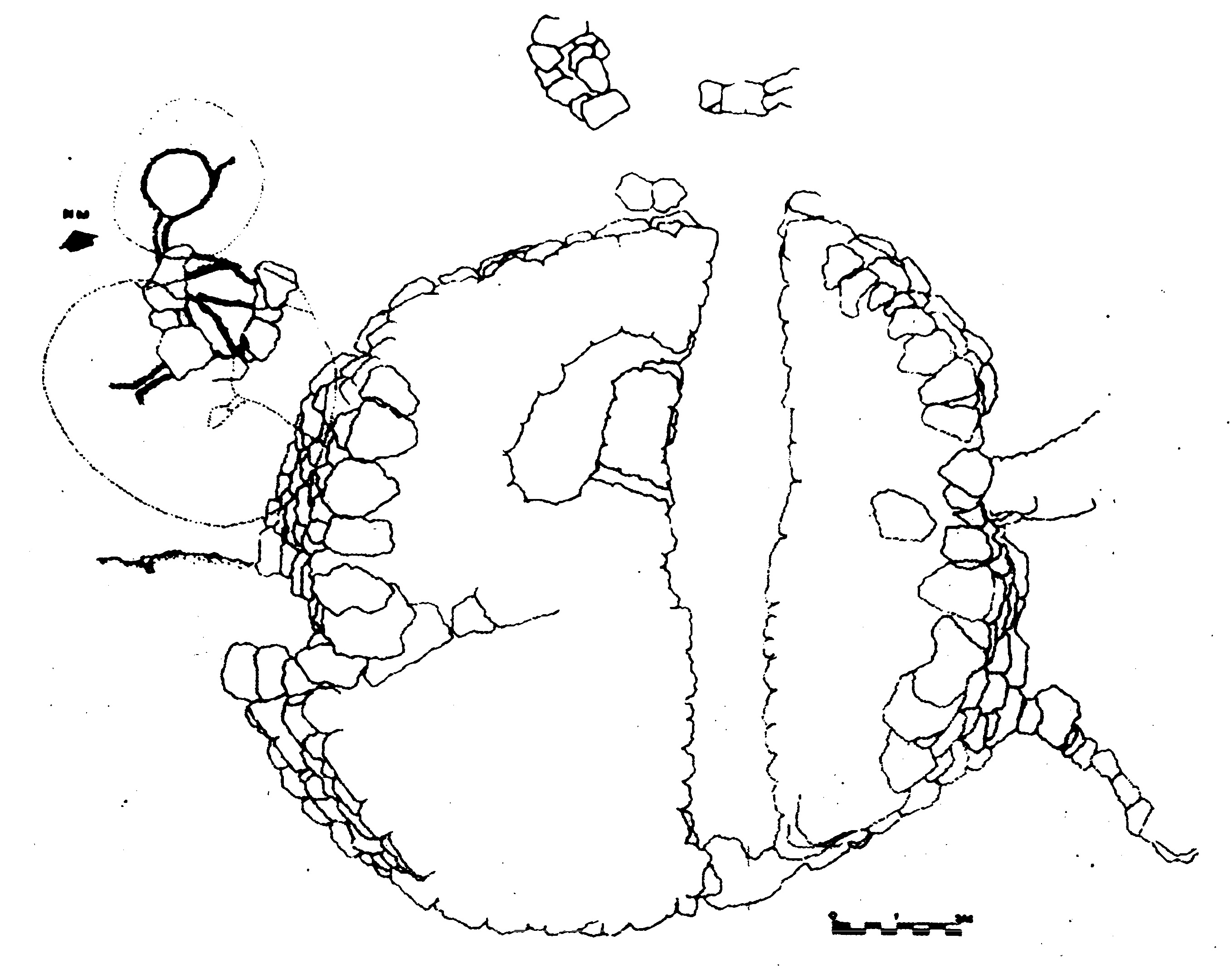
Prototalayot von Cornia Nou – Grundriss

- Sant Agustí Vell, östlicher Talayot
- Son Vitamina,
- s'Hostal,
- Torrelló, westlicher Talayot
- Torre Vella d'en Loçano, nördlicher Talayot

Der Osttalayot von Cornia Nou hat einen leicht trapezoiden geraden Gang von dem etwa mittig rechts ein kurzer enger Gang abzweigt, der sich nach links wendet und zu einer langovalen kurzen Nebenkammer erweitert.
Beim Talayot von Rafal Roig führen zwei gerade enge Gänge etwa im rechten Winkel zueinander in eine leicht geknickte Hauptkammer, die parallelliegend eine etwas kürzere unförmige Nebenkammer hat, die durch einen schmalen Durchlass zugänglich ist und eine Nische besitzt.
Die ovale Kammer im nördlichen Talayot von Torre Vella d'en Loçano, von der links ein schmaler bogenförmiger Zugang in eine verstürzte, in Richtung Zugang gewandte Nebenkammer abgeht, wird durch einen schmalen geraden Gang erschlossen.
Alle Kammerstrukturen liegen außermittig im Steinhügel.
Die Siedlungen mit Prototalayots wurden am Anfang des Talayotikum Ib, als die Talayots mit einer regelmäßigen Struktur um eine Hauptachse oder mit einer Hauptsäule errichtet wurden, teilweise aufgegeben.
Die Töpferwaren betreffend sind zwei Traditionen zu beobachten:
- a) zylindrischer und kegelförmige Behälter;
- b)-Töpferwaren mit einem sich unterschiedlich erweiternden Rand.

Die erste Gruppe gehört zum Talayotikum la, die zweite zum Talayotikum 1b.